# Есб'єрг
Есб'єрг (дан. Esbjerg) — місто в Данії, важливий порт і транспортний вузол на західному узбережжі півострова Ютландія. Адміністративний центр комуни Есб'єрг, регіон Південна Данія.

## Географія
Есб'єрг розташований у регіоні Південна Данія. Есб'єрг знаходиться на південно-західному узбережжі в затокі Фане, навпроти острова Фане в Північному морі. По дорозі це 71 кілометр на захід від Коллінга, 164 кілометри на південний захід від Орхуса, 298 кілометрів на захід від Копенгагена та 274 кілометри на південний захід від Ольборга. В результаті планової забудови старі частини міста виглядають як шахівниця з довгими широкими вулицями з прямокутними кутами.

### Клімат
Есб’єрг має океанічний клімат завдяки своєму географічному розташуванню поруч із Північним морем. Завдяки наявності в морі помірних морських течій у місті тепле літо та досить м’яка зима.

## Історія

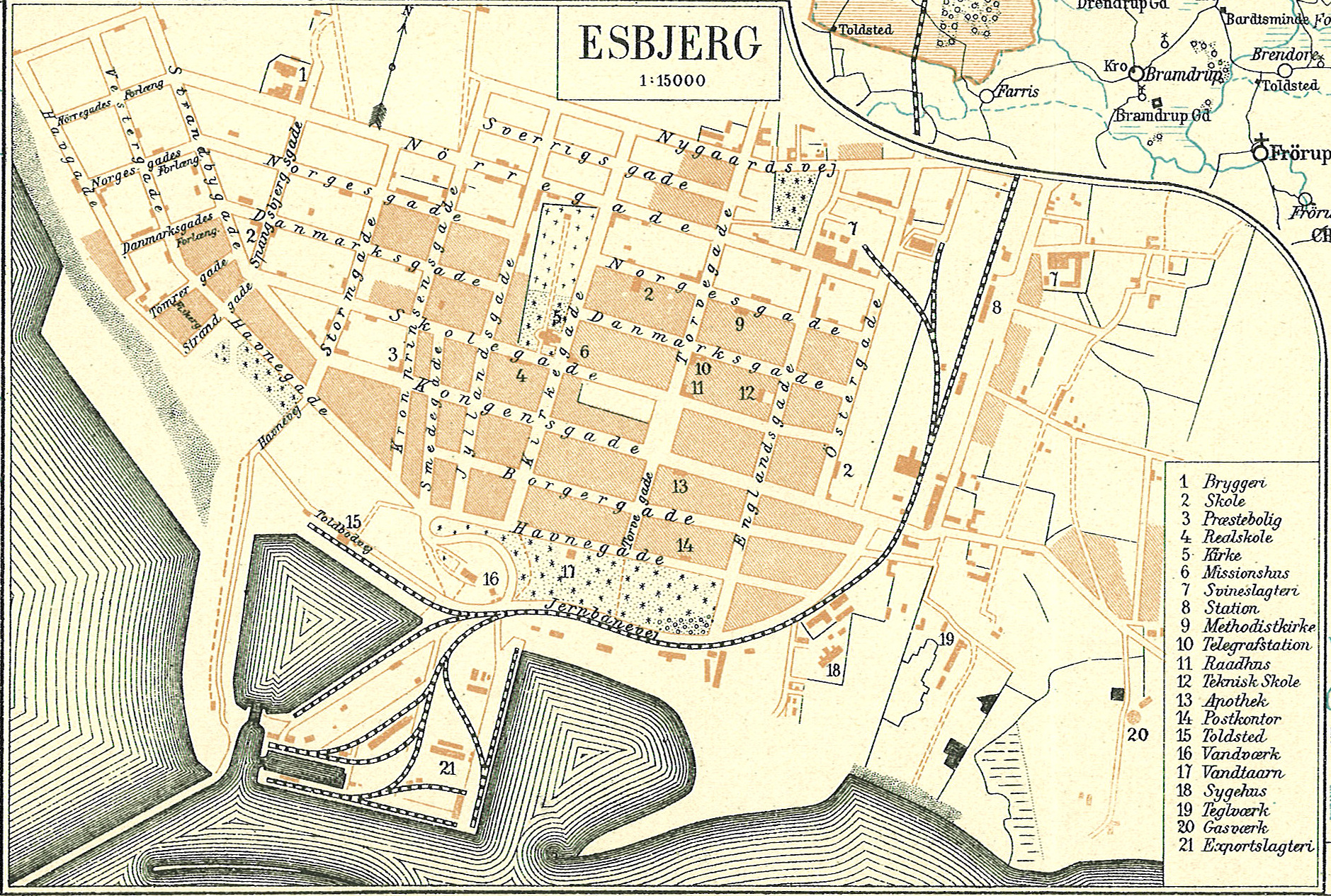
Мапа міста, 1900 рік

Місто засновано 1868 року у зв'язку з втратою Данією Шлезвігу як заміна гавані в Альтоні (зараз район Гамбурга, Німеччина), яка до цього була найважливішим данським портом на берегах Північного моря. У 1874 році побудована залізниця, що зв'язала Есб'єрг з містами фредерісія і Варде. У цьому ж році було закінчено будівництво гавані. Вона стала використовуватися для експорту сільськогосподарської продукції. Есб'єрг у 1899 році отримав статус міста.
З початку 20-го століття Есб'єрг процвітав не тільки як рибальський порт, але й став одним із головних експортних центрів країни.

## Населення
Населення становило 71 618 на 2014 рік.
Станом на 1 січня 2019 року населення Есб'єргу становило 72 168 осіб, що робить його п'ятим за величиною містом у Данії та найбільшим у західній Ютландії.

## Економіка

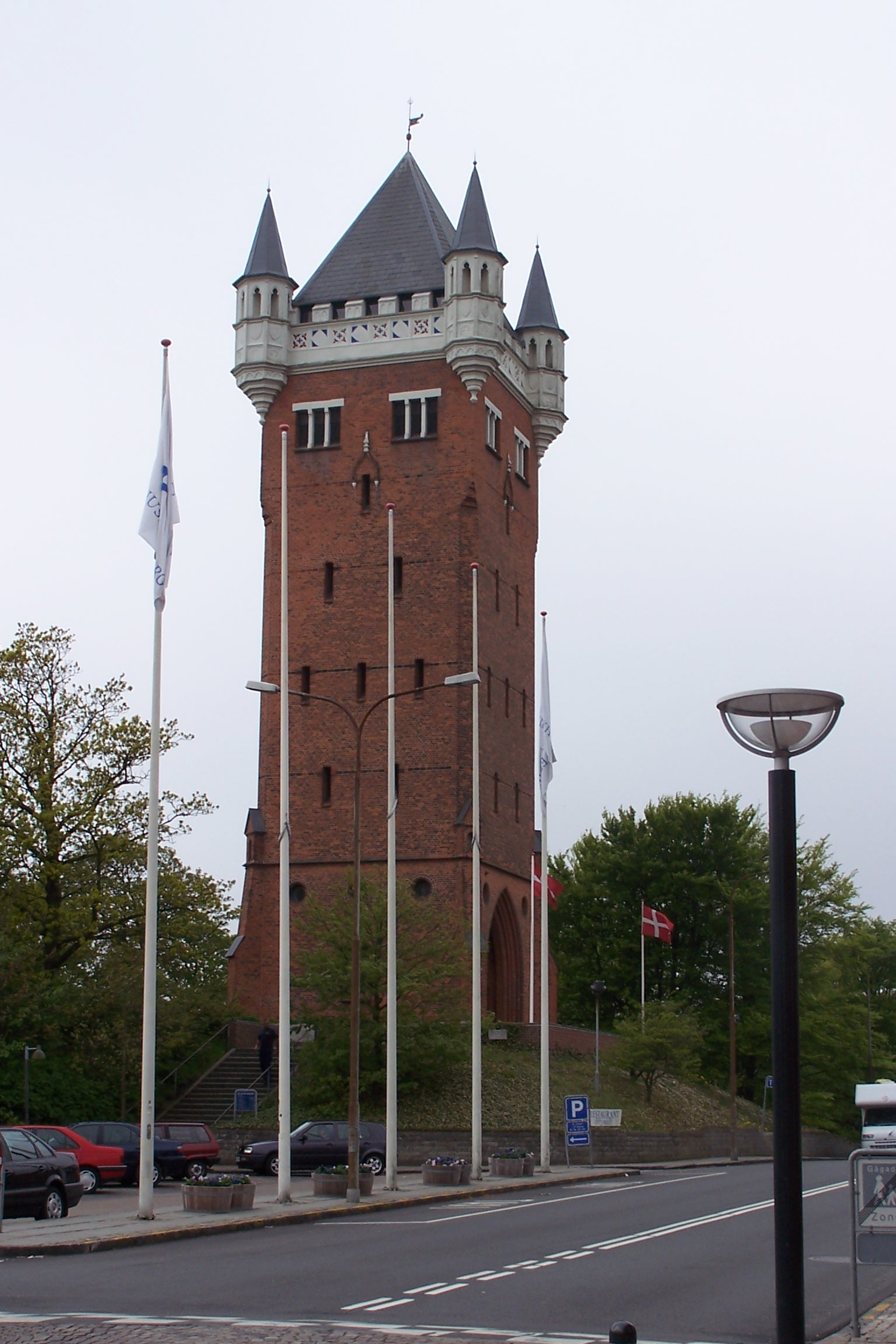
Стара водонапірна башта

Раніше Есб'єрг був найбільшим рибальським портом Данії. Зараз рибна промисловість — провідна галузь міського господарства. Крім того у місті є підприємства машино- та суднобудування, нафтової промисловості, харчової, у тому числі рибопереробної промисловості. Через Есб'єрг експортується продукція м'ясної і молочної промисловості, переважно до Великої Британії.
Є поромне сполучення з містом Нордбю на острові Фаньо. Есб'єрг — великий транспортний вузол (залізничне і автосполучення, аеропорт).

## Культура і пам'ятки
У місті є музеї, театри (опери і балету, драми), бібліотеки.
З 1996 році у середині серпня у місті проходить щорічний фестиваль музики тривалістю 9 днів. Учасники фестивалю збираються на центральній площі Торвет (дан. Torvet), де встановлюється головна сцена.
У Есб'єрзі розташовуються відділення Університету Південної Данії (дан. Syddansk Universitet) і університету Ольборга.
На північно-західній околиці міста розташоване кладовище трьохсот льотчиків, полеглих у боях з фашистами під час Другої світової війни.

## Комуна Есб'єрг
Комуну утворено у ході адміністративної реформи Данії 2007 року у результаті злиття колишніх комун Браммінг і Рібе. Площа комуни 741 км², населення 114 097 (2005).
Сусідні комуни: Теннер на півдні, Хадерслев на південному сході, Веєн на сході і Варде на півночі. На заході розташована острівна комуна Фане на однойменному острові.

## Спорт
Футбольний клуб Есб'єрг грає в Суперлізі. Домашні ігри проводяться на Блю Вотер Арена.

## Відомі люди
- Ієронім Георг Цейтен (1839—1920) — данський математик та історик математики.
- Соня Ріхтер (нар. 4 січня 1974) — данська акторка.
- Поуль Нюруп Расмуссен (нар. 15 червня 1943) — данський політик.
- Серен Рікс (нар. 7 квітня 1987) — данський футболіст.

## Міста-побратими
Есб'єрг має 11 міст-побратимів:
- Кремс-на-Дунаї, Австрія
- Сучжоу, Китай
- Рацебург, Німеччина
- Гюстров, Німеччина
- Ювяскюля, Фінляндія
- Елі, Велика Британія
- Маніїтсок, Гренландія
- Ставангер, Норвегія
- Щецин, Польща
- Ескільстуна, Швеція
- Фьордабігд, Ісландія

## Галерея

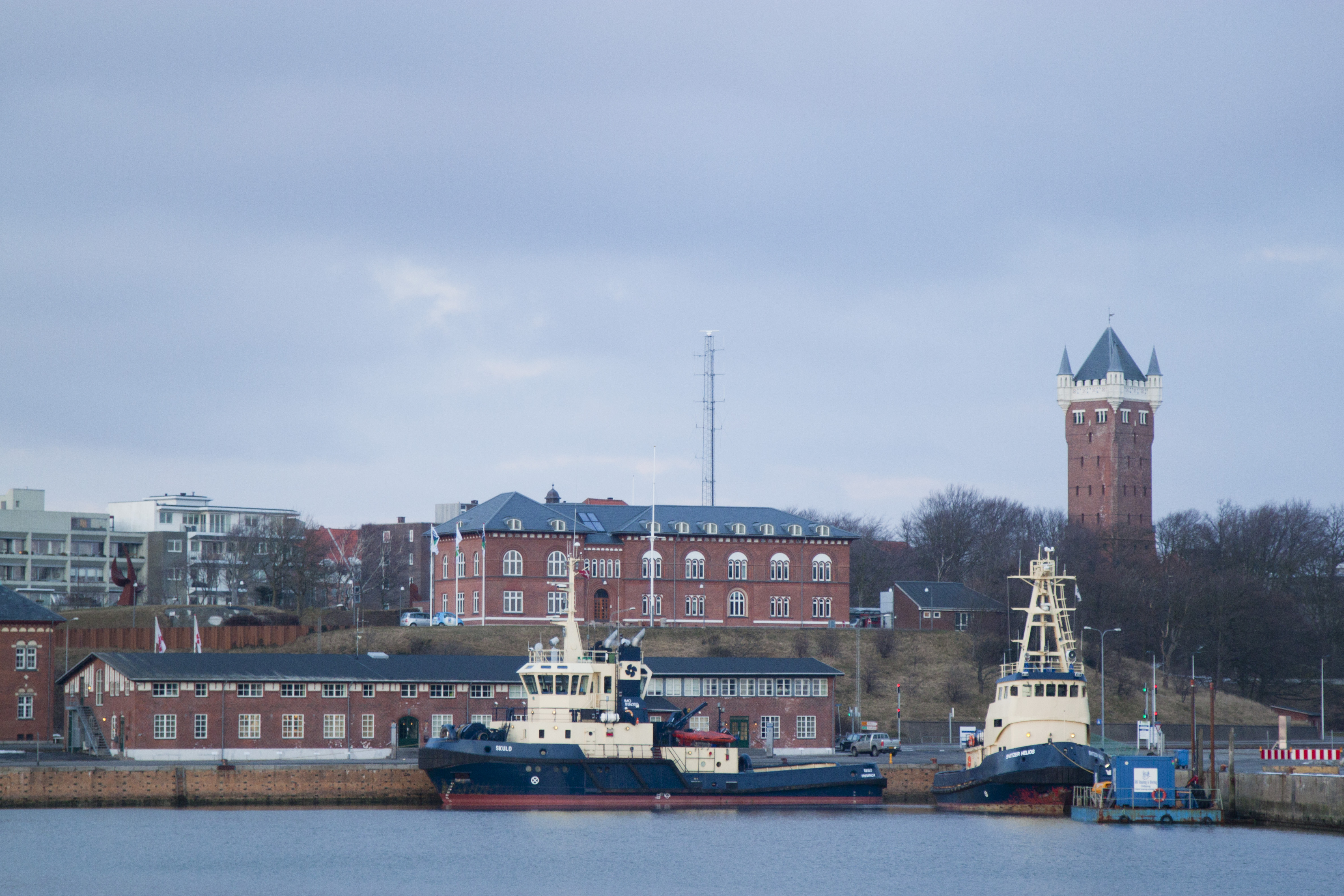
Вигляд на місто з гавані
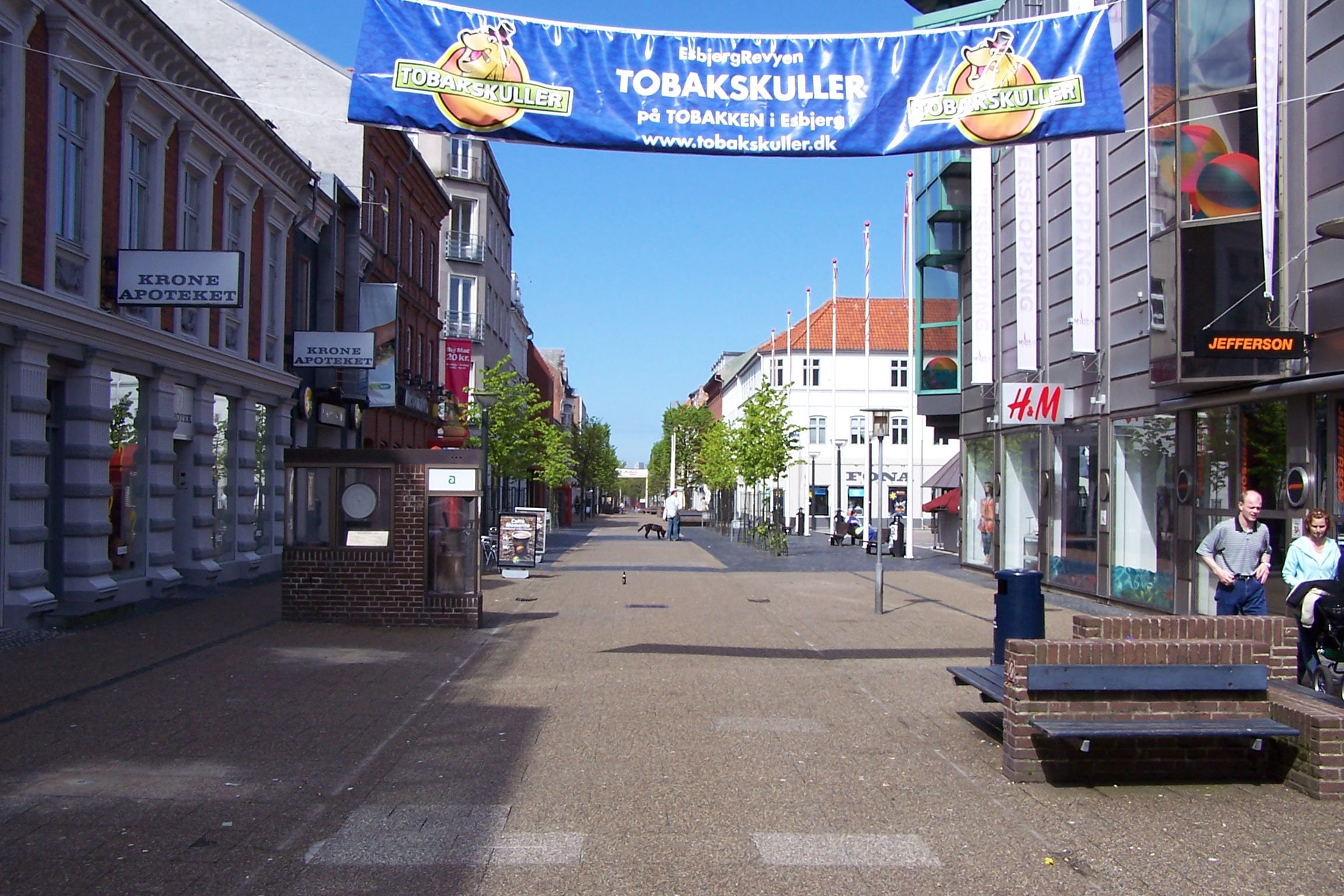
Пішохідна вулиця
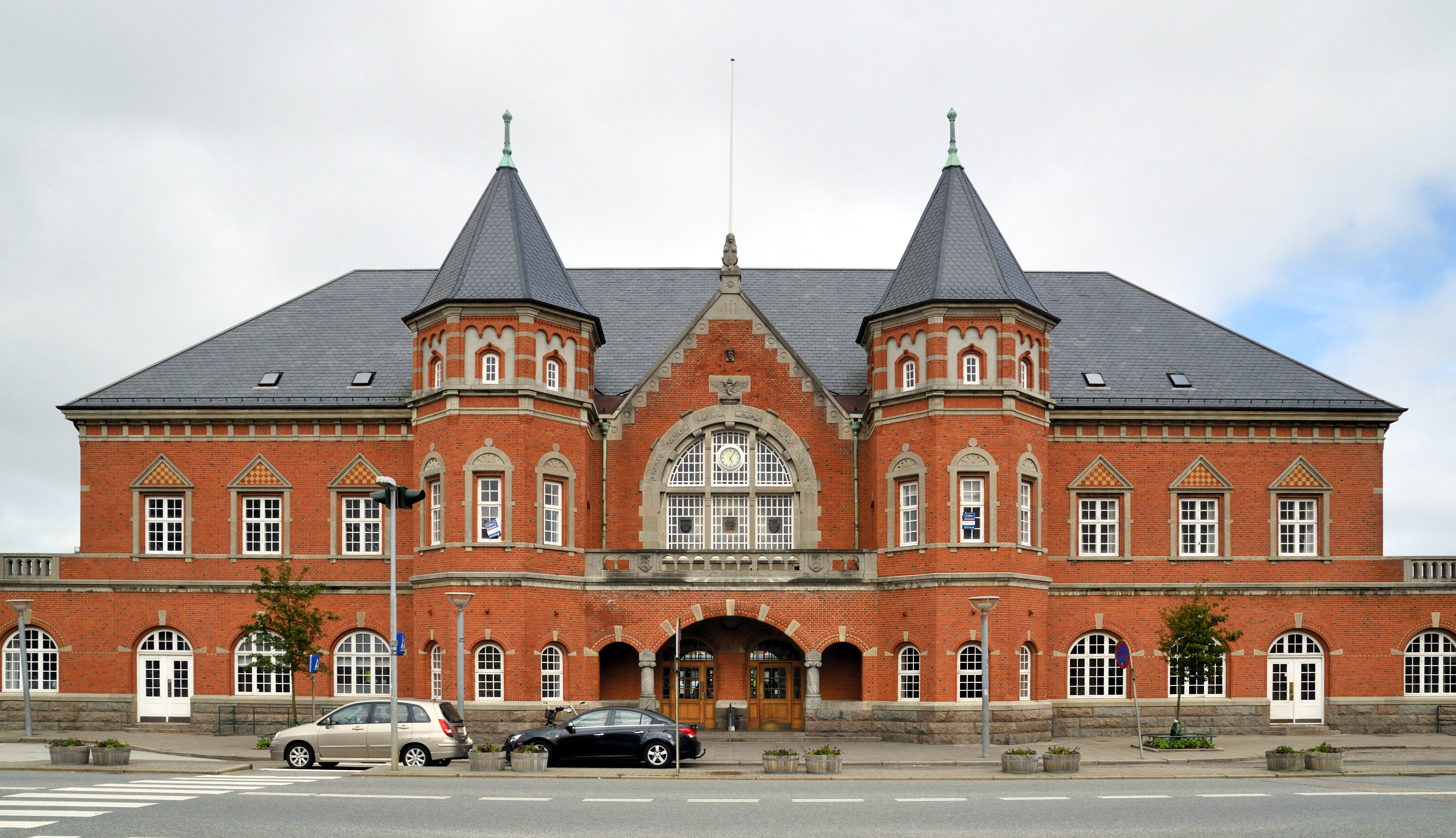
Залізничний вокзал
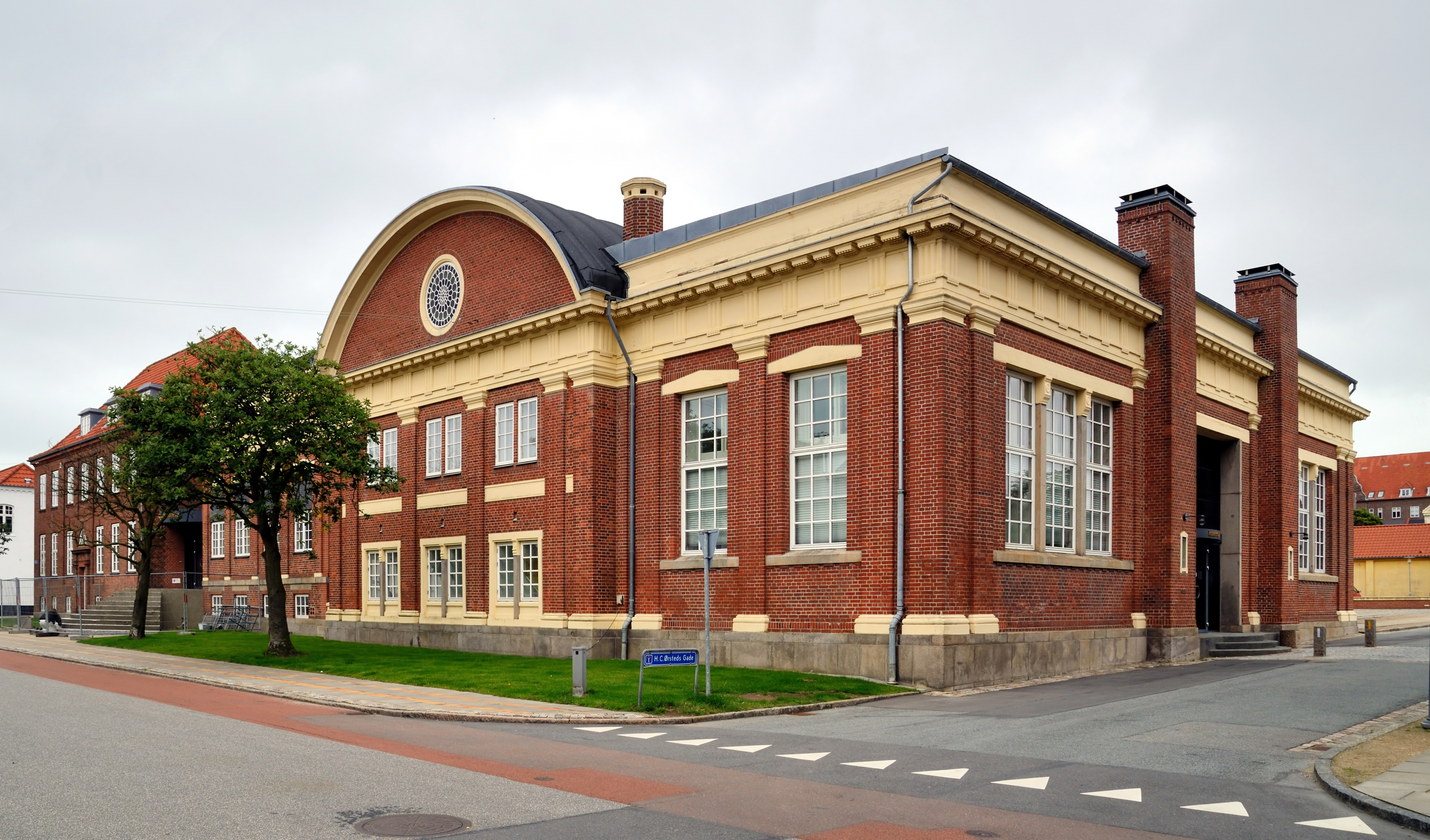
Академія музично-драматичного мистецтва
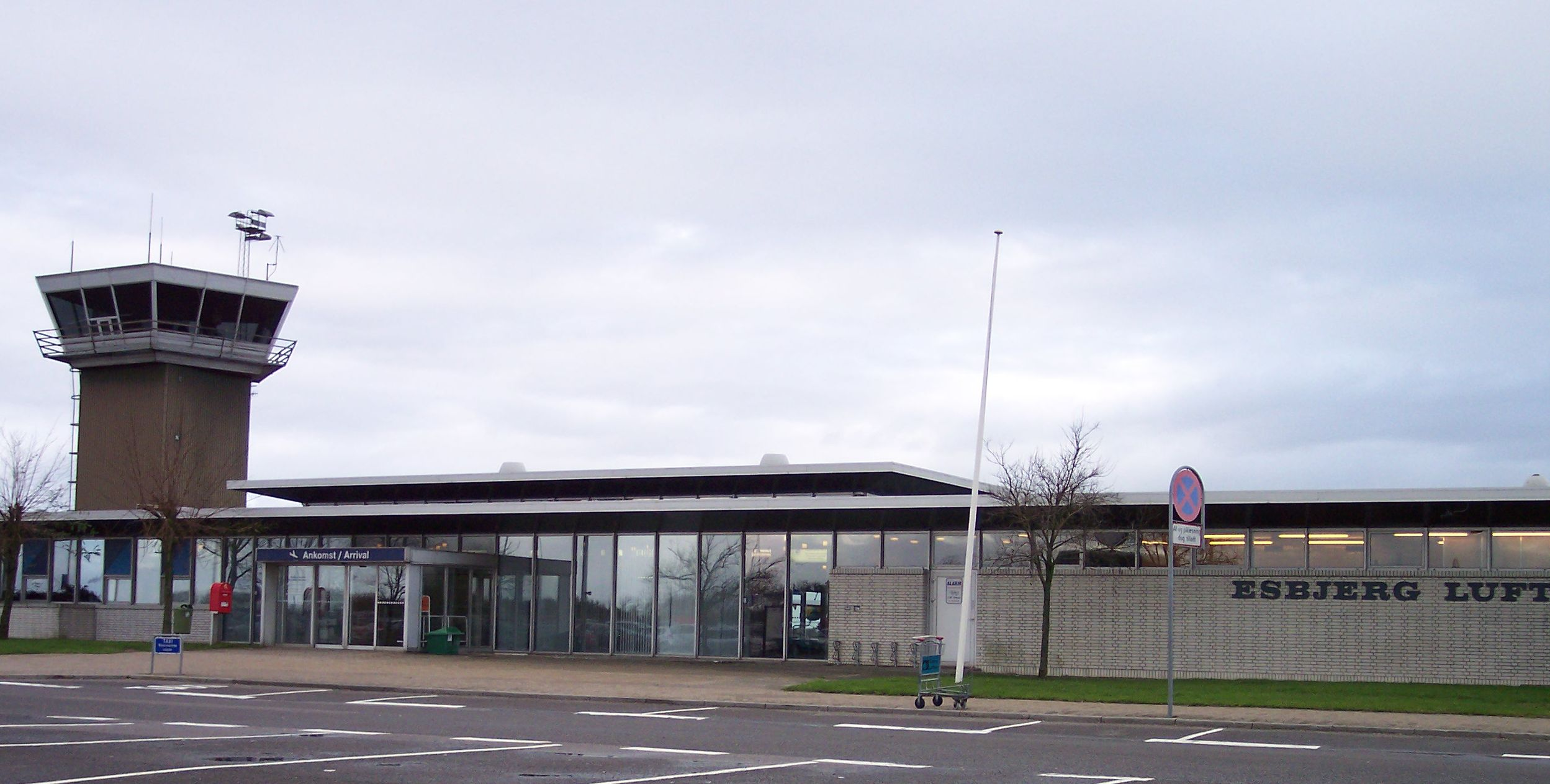
Аеропорт
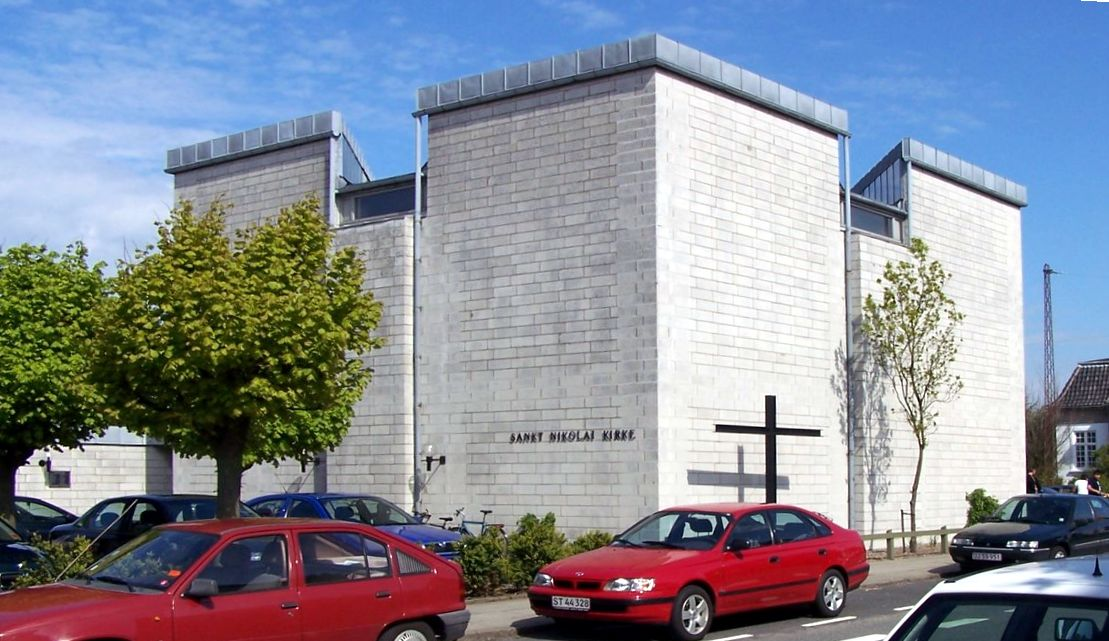
Церква